# 蒙若弗鲁瓦城堡

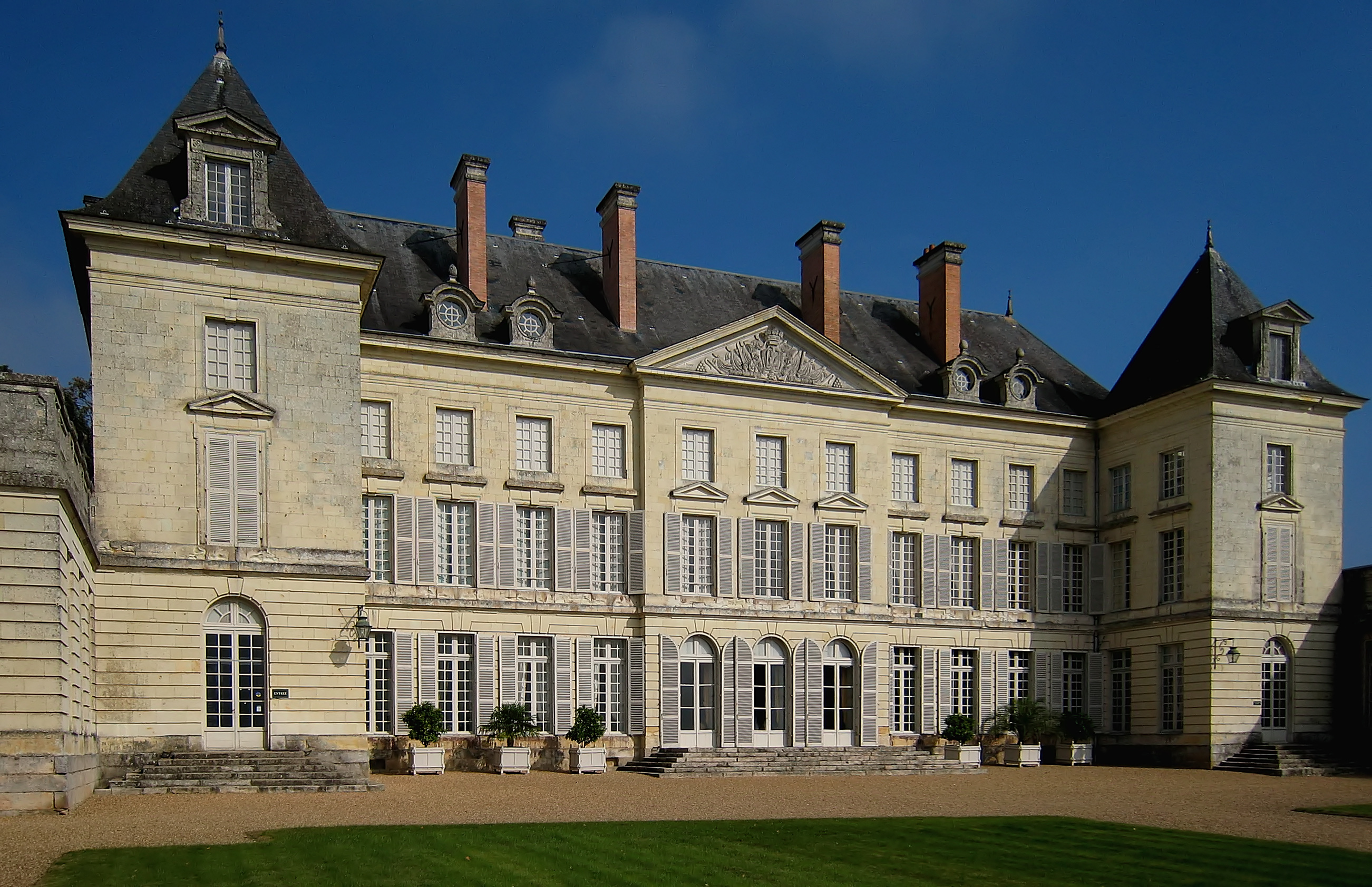
蒙若弗鲁瓦城堡

蒙若弗鲁瓦城堡（Château de Montgeoffroy）是一座18世纪庄园，位于法国卢瓦尔河地区大区曼恩-卢瓦尔省昂热区的市镇马泽米隆.
1676年，伊拉斯谟·德孔塔德斯获得了财产。1772年，阿尔萨斯省长路易·乔治·伊拉斯谟元帅决定重建城堡，作为退休后的住所。他聘请巴黎建筑师让·贝诺·文森特·巴雷，与当地建筑师西米尔合作。由于元帅远离安茹公国，工程委托给他的儿子孔塔兹侯爵、儿媳朱莉·康斯坦丁·德马兰斯和玛丽·玛格丽特·马贡·德拉兰德、情妇埃莱娜·埃罗。工程历时三年时间。
这座古老的城堡已被烧毁，但巴雷欣赏它的形状（U形），保留了两座塔楼和护城河，以及建于1543年的小堂。 

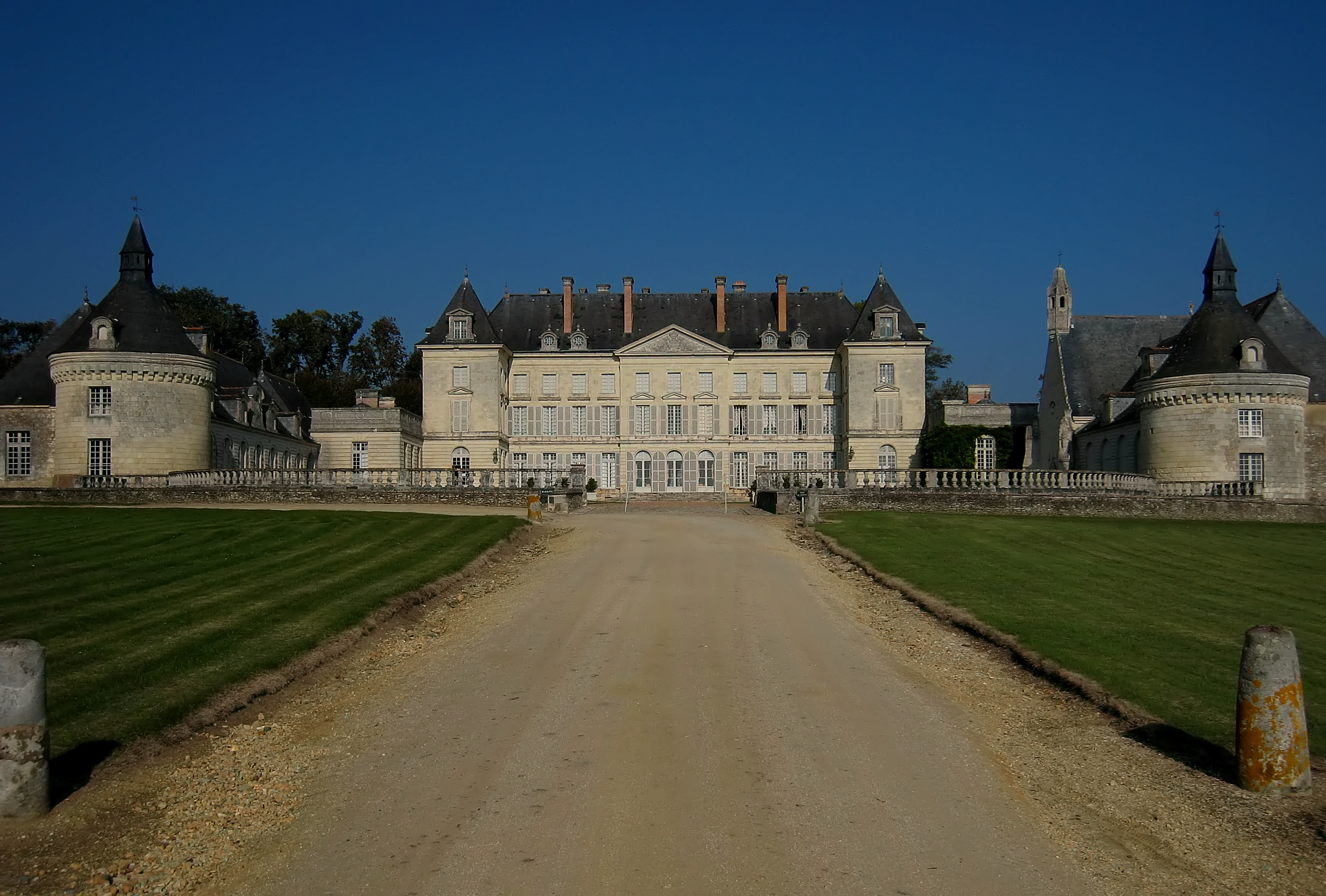

在法国大革命和旺代战争中，这座建筑奇迹般地幸存下来，保留了公共建筑、农业结构、教堂和公园，还保存着皮埃尔·韦尔特研究过的档案和家具。